# Asplenium psychropolitanum
Asplenium psychropolitanum là một loài dương xỉ trong họ Aspleniaceae. Loài này được H.J.Lam & Verhey ex H.J.Lam mô tả khoa học đầu tiên năm 1945.
Danh pháp khoa học của loài này chưa được làm sáng tỏ. 